# Cieślin (województwo kujawsko-pomorskie)
Cieślin – wieś w Polsce, położona 4 km na zachód od Inowrocławia, w województwie kujawsko-pomorskim, w powiecie inowrocławskim, w gminie Inowrocław.

## Dawne nazwy
W czasach zaborów występowała pod nazwą Cieslin, zaś w czasie II wojny światowej jako Dexel.
15 września 1885 w Cieślinie urodził się Władysław Deskiewicz, kawaler Orderu Virtuti Militari.

## Podział administracyjny
W latach 1975–1998 miejscowość administracyjnie należała do województwa bydgoskiego. W skład dzisiejszego sołectwa wchodzą poza Cieślinem również wioski: Mimowola oraz Sójkowo.

## Demografia
Według Narodowego Spisu Powszechnego (III 2011 r.) wieś liczyła 511 mieszkańców. Jest szóstą co do wielkości miejscowością gminy Inowrocław.

## Drogi wojewódzkie
Przez miejscowość przebiega droga wojewódzka nr 251.

## Zabytki
Według rejestru zabytków NID na listę zabytków wpisany jest zespół dworski z poł. XIX w., nr rej.: 117/A z 26.04.1984:
- dwór, k. XIX w.
- park
- zabudowania gospodarcze, XIX/XX w.

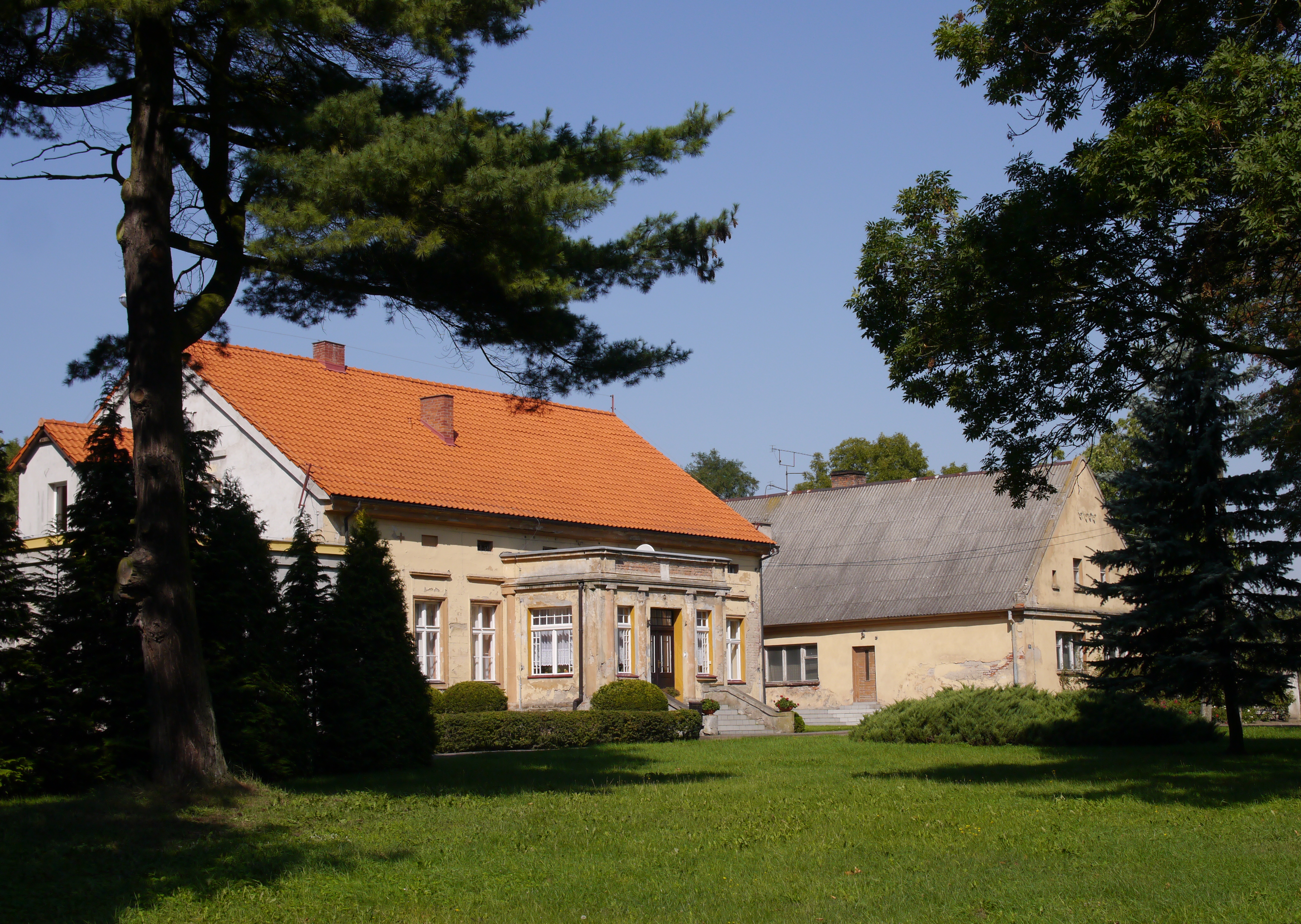
Zespół dworski
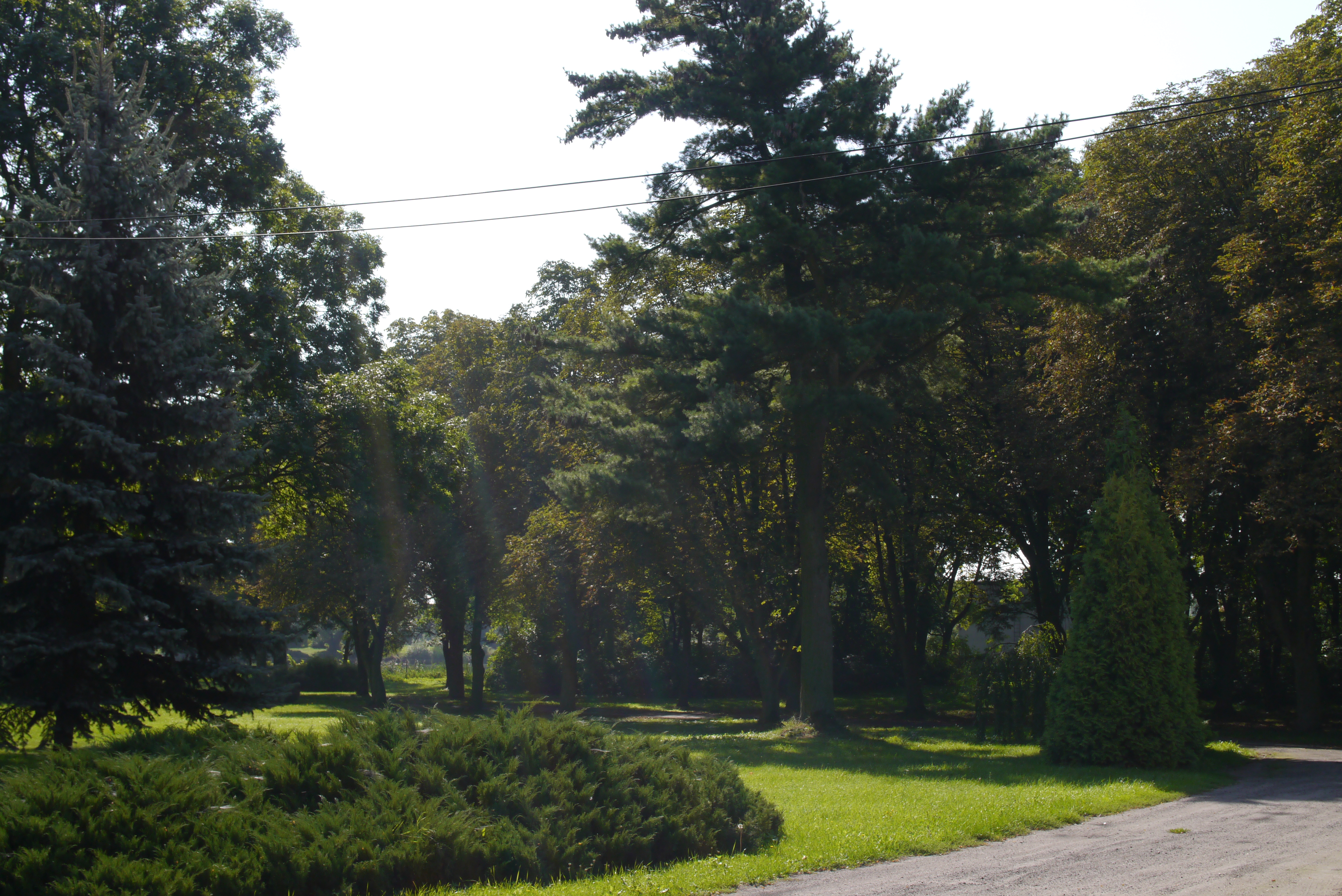
Park
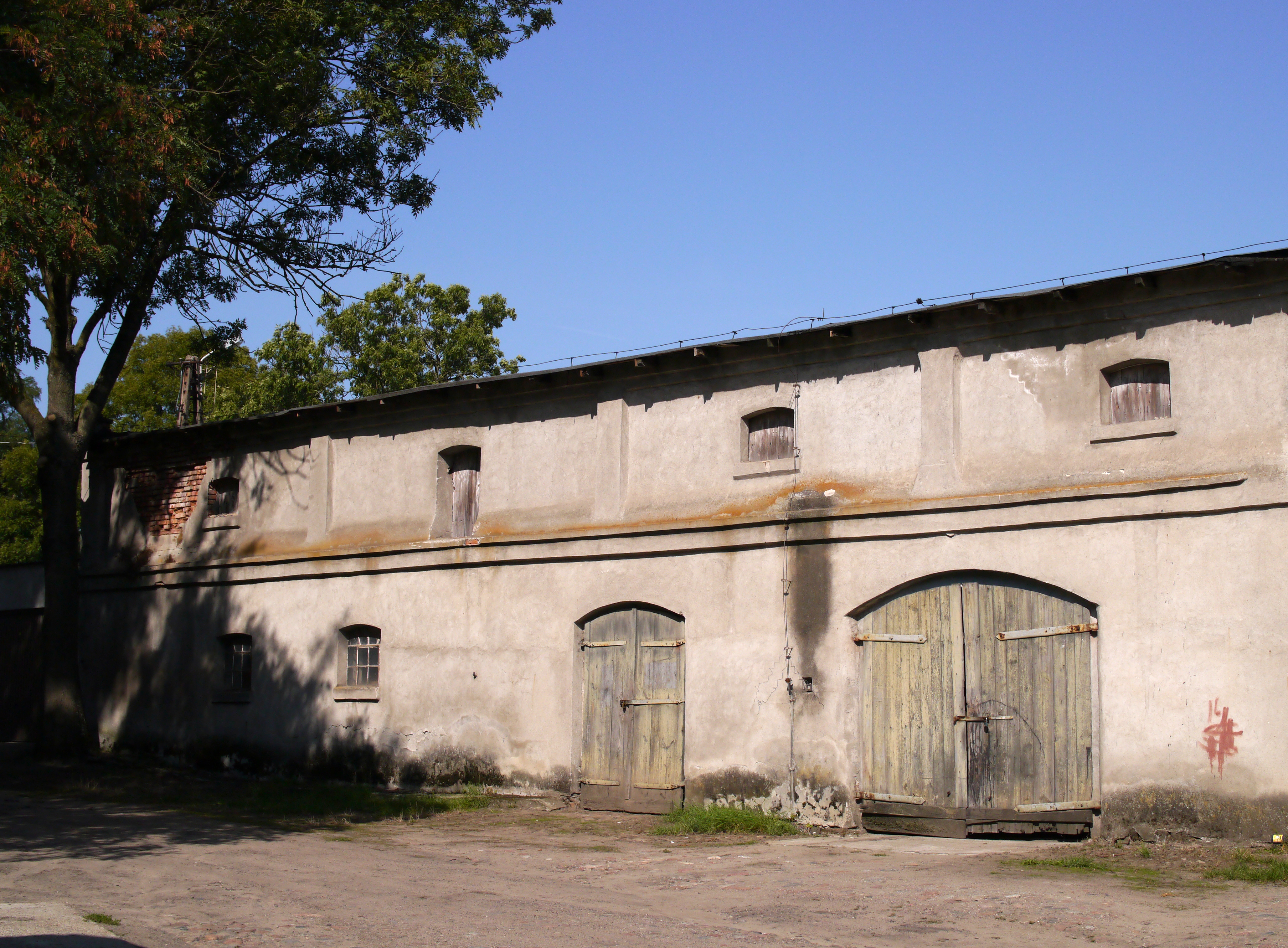
Zabudowania gospodarcze
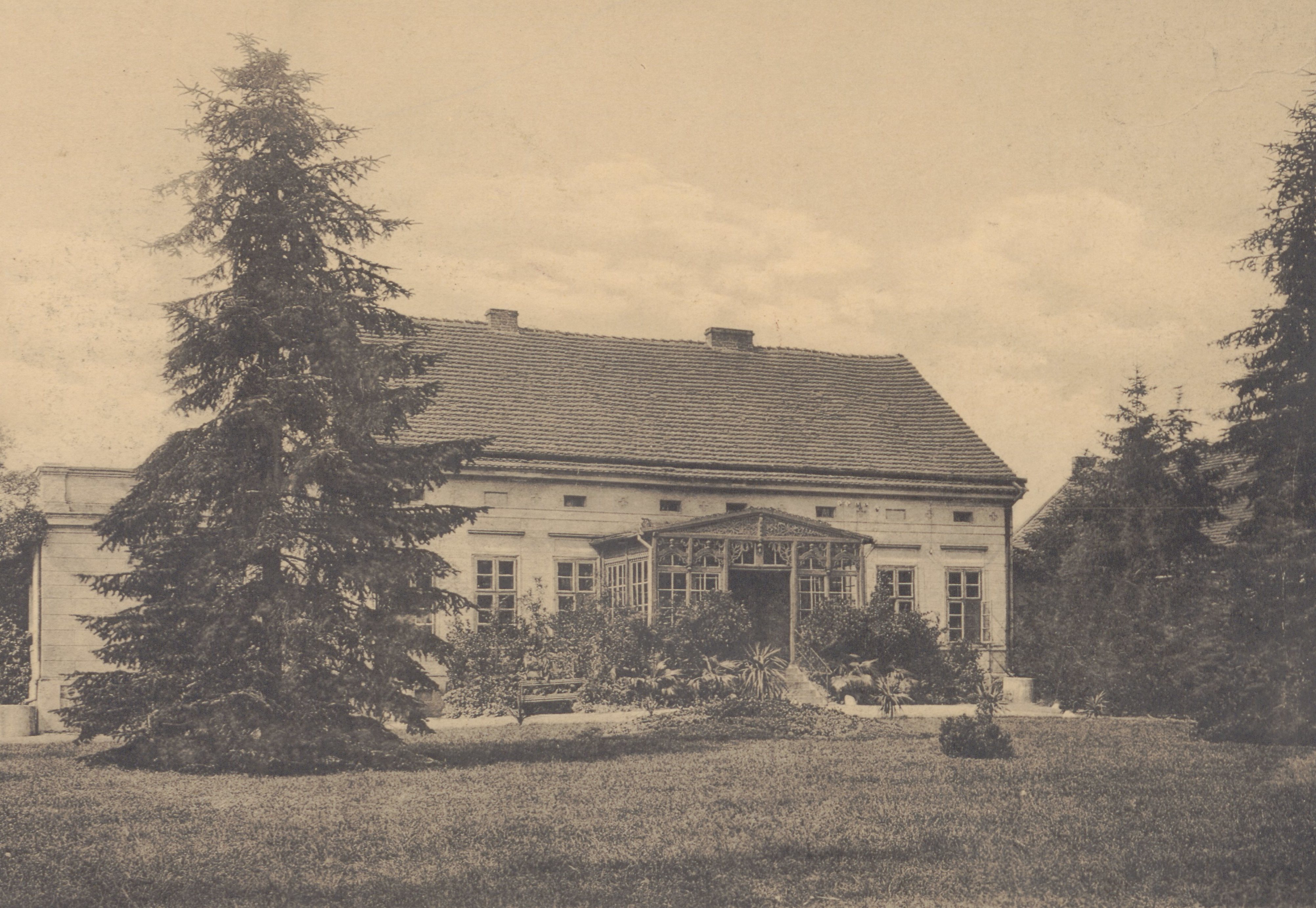
Widok dworu przed 1912